# Serviço Federal de Informações e Contrainformação
O Serviço Federal de Informações e Contrainformação (SFICI) foi o primeiro serviço de inteligência do Brasil. Apesar de existir no papel desde o mandato de Eurico Gaspar Dutra,  através do decreto n.º 9.775-A, de 06 de setembro de 1946, o serviço só foi montado de fato em 1956, dez anos depois, por ordem do presidente Juscelino Kubitschek.
Cumpre informar que é com a criação do Conselho de Defesa Nacional (CDN), em 1927, o momento que marca o início formal da atividade de inteligência no Brasil. O CDN foi o primeiro órgão nacional ligado à área de Inteligência.

## Objetivos
O serviço fora criado para alimentar com dados sobre "ideologias extremistas" o Conselho de Segurança Nacional. Juscelino o instituiu pressionado pelo governo estadunidense (através de seu secretário de estado John Foster Dulles) e pelos militares (principalmente os diretores da Escola Superior de Guerra), ambos temendo a popularização do comunismo no país.[carece de fontes?]
Durante seu período de existência (1956-1964) o SFICI ficou conhecido por sua paranoia em relação a quem podia ou não ser considerado inimigo do "estado democrático de direito". Vigiou sobretudo associações de esquerda, políticas ou não, como o PCB e movimentos grevistas, mas também vigiou partidos e grupos de direita.[carece de fontes?] Também levantou dados sobre rivais políticos do presidente, como o político de direita Carlos Lacerda, que nutria uma certa animosidade contra Kubitschek. Mesmo o então membro da UDN (partido de direita extinto pelo golpe de 1964) José Sarney chegou a ser tachado de comunista por um relatório do SFICI.[carece de fontes?]

## História
Como o Brasil ainda não tinha nenhuma experiência palpável com serviços de inteligência, uma equipe formada por quatro homens - três militares e um delegado de polícia - foi enviada para Washington, para um estágio patrocinado pelo governo norte-americano. O grupo visitou várias vezes a sede do FBI e a agência local da CIA, onde foram instruídos sobre como coletar e armazenar informações. Em seguida voltaram ao Brasil acompanhados de um funcionário norte-americano para preparar as instalações do SFICI na cidade do Rio de Janeiro, que na época ainda era a capital federal.
O órgão contou inicialmente com cerca de quarenta funcionários divididos entre quatro seções: Exterior, Interior, Segurança Interna e Operações. Todos estes funcionários foram cedidos pelas Forças Armadas, apesar do SFICI ser considerado uma repartição civil. Os agentes da Subseção de Operações trabalhavam num edifício diferente. Eles eram responsáveis pela "parte prática" do serviço, que era levantar informações através de vários métodos tais como aliciamento de informantes, campana (vigiar os suspeitos em pessoa), grampos telefônicos e roubo de correspondência.
A partir de 1959 o SFICI passou a investigar intensamente qualquer manifestação estudantil. O Partido Comunista Brasileiro continuava sendo vigiado, assim como os grandes sindicatos, mas na época o principal perigo vislumbrado pelo serviço de informações era a hipótese dos jovens se entusiasmarem com ideias revolucionárias. Nesse ano Fidel Castro e Ernesto Guevara conseguiram implantar o comunismo em Cuba, tornando-se figuras carismáticas em relação aos movimentos estudantis.
A atividade e influência do SFICI começaram a crescer exponencialmente a partir de 1961. Nesse ano o coronel (e futuro general e ministro) Golbery do Couto e Silva assumiu um cargo no Conselho de Segurança Nacional que tinha entre outras prerrogativas a supervisão do SFICI. Golbery já havia atuado na área de inteligência durante a Segunda Guerra Mundial na qual atuara como oficial de informações. Apreciou essa experiência e, de volta ao Brasil, passou a estudar o assunto, tornando-se o maior teórico sobre serviços de inteligência do país.
Golbery organizou as redes de agentes por estado, aumentou seu contingente, criou novas agências regionais e organizou um curso de especialização para os agentes de campo. O aumento do pessoal e da estrutura do SFICI tornou necessária uma mudança de sede. Antes hospedados no edifício Inúbia, passou para um prédio da Avenida Presidente Vargas e, como no térreo do prédio funcionava um estabelecimento chamado "Casa da Borracha", esse acabou se tornando o apelido do serviço.
Golbery colocou nos cargos de chefia do SFICI vários oficiais que eram antigos conhecidos. A Subseção de Operações, justamente a divisão responsável pelo serviço clandestino, ficou sob o comando do futuro presidente da república João Baptista Figueiredo.
A renúncia do presidente Jânio Quadros naquele mesmo ano perturbou o serviço secreto, já que assumiria em seu lugar o vice João Goulart. Goulart era mal visto pelos militares desde quando fora ministro do trabalho no mandato legal de Getúlio Vargas. Na época, Golbery foi um dos militares que assinou o Manifesto dos Coronéis, pedindo que Jango fosse exonerado. A situação em que o vice-presidente se encontrava no dia da renúncia, em viagem pela China comunista, só serviu para excitar ainda mais os ânimos. Imediatamente após a renúncia de Jânio Quadros, Golbery ordenou que os telefones dos aliados de Goulart fossem grampeados. Também ordenou a produção de falsos panfletos revolucionários, cuja autoria seria atribuída ao PCB. Com isso o SFICI pretendia criar um clima de instabilidade para justificar um golpe de estado. O coronel em pessoa escreveu em seguida o manifesto que desaconselhava a posse de Jango, embora nele só aparecessem as assinaturas dos ministros do Exército, Marinha e Aeronáutica.
Estes movimentos todos falharam. Houve uma reação popular em prol de João Goulart, organizada por seu cunhado Leonel Brizola. João Goulart tomou posse não como presidente, mas com um primeiro-ministro responsável pela chefia de Governo, graças a uma emenda aprovada pelo congresso durante sua ausência. Ele demitiu Golbery, Figueiredo e outros rivais, substituindo-os por oficiais confiáveis. O SFICI reestruturado foi de grande utilidade para Jango, tendo descoberto várias conspirações contra o planalto; algumas eram militares e outras civis. Pessoas influentes foram implicadas como o político Carlos Lacerda e o adido militar dos EUA Vernon Walters.
Ainda assim, a capacidade do SFICI era muito limitada contra o crescente número de membros das Forças Armadas e do congresso desgostosos com os rumos do Governo João Goulart. A situação piorou quando o presidente nomeou para a chefia do gabinete militar o general Argemiro de Assis Brasil, um oficial pouco competente.
Na iminência do golpe de 1964, Assis Brasil ignorou inúmeros avisos do SFICI sobre a articulação dos golpistas. No dia 31 de março, durante o golpe, o SFICI foi invadido. Não houve resistência, em grande parte porque alguns membros recém-engajados aos quadros do serviço eram agentes golpistas infiltrados. Depois da instauração do regime militar, o SFICI foi substituído pelo Serviço Nacional de Informações.